# جوزيه براكاش
جوزيه براكاش هو ممثل هندي (وحمل سابقاً جنسية الراج البريطاني)، ولد في 14 أبريل 1925 في الهند، وتوفي بنفس المكان في 24 مارس 2012. من الجوائز التي نالها J. C. Daniel Award ‏ سنة 2011.

## جوائز
- J. C. Daniel Award [الإنجليزية]‏ (2011)

## وصلات خارجية
- جوزيه براكاش على موقع IMDb (الإنجليزية)
- جوزيه براكاش على موقع قاعدة بيانات الفيلم (الإنجليزية)